# 斯德望五世
教宗德範五世（拉丁語：Stephanus PP. V；？—891年9月14日）天主教会第110代教宗。原名不詳，於885年9月至891年9月14日出任教宗。
出身罗马貴族家庭。历任司祭、枢機卿、885年9月前任教宗亚德3世被暗殺，他被選为教宗德範五世在与西法兰克秃头查理的对峙。秃头查理死后，他设法保住了教皇的地位。891年9月14日，在位6年后去世。

## 譯名列表
- 见教宗斯德望一世